# Dysschema perplexa
Dysschema perplexa är en fjärilsart som beskrevs av William Schaus 1910. Dysschema perplexa ingår i släktet Dysschema och familjen björnspinnare. Inga underarter finns listade i Catalogue of Life.